# Edgar Colle
Edgard Colle (Gent, 18 mei 1897 - Gent, 19 april 1932) was een Belgische schaker. In 1917 was hij kampioen van Gent en in de jaren daarna is hij zes keer schaakkampioen van België geweest.
In 1923 vond zijn internationale doorbraak plaats: derde in het toernooi van Scheveningen met een score van 6/9 en na Max Euwe en Géza Maróczy. In 1926 boekte hij zijn grootste internationaal succes met een eerste plaats in het toernooi van Merano. Niets scheen toen zijn opgang naar de absolute wereldtop in de weg te staan, maar hij leed aan een slepende maagziekte. Drie keer doorstond hij een moeilijke operatie, maar de vierde werd hem fataal, op 34-jarige leeftijd.
Colle speelde mee in een aantal vierkampen, het laatste in Rotterdam in 1931 tegen Salo Landau, Sawielly Tartakower en Akiba Rubinstein, steeds een dubbele ronde. Colle werd tweede.

## Colle-systeem
Naar Edgar Colle is vernoemd het Collesysteem (D05), een solide opening die vaak wordt aangeleerd aan beginnende schakers omwille van haar stevige pionnenstructuur, haar logische plaatsing van de stukken en haar coherente strategische doelen. Op grootmeesterniveau wordt ze te passief bevonden en hierdoor amper gebruikt. 
Men bekomt de opening na de zetten:
1. d4 d5
2. Pf3 Pf6
3. e3 e6
4. Ld3 c5 (zie diagram).
De bekendste partij met dit systeem speelde Colle in 1930 tegen John O'Hanlon, in het tornooi van Nice. In deze partij offerde hij in de twaalfde zet zijn loper op h7 ("Grieks offer") om een succesvolle mataanval te starten.
1.d4 d5 2.Pf3 Pf6 3.e3 c5 4.c3 e6 5.Ld3 Ld6 6.Pbd2 Pbd7 7.O-O O-O 8.Te1 Te8 9.e4 dxe4 10.Pxe4 Pxe4 11.Lxe4 cxd4 12.Lxh7+ Kxh7 (Grieks offer) 13.Pg5+ Kg6 14.h4 Th8 15.Txe6+ Pf6 16.h5+ Kh6 17.Txd6 Da5 18.Pxf7+ Kh7 19.Pg5+ Kg8 20.Db3+ 1-0

## Colle-Zukertort systeem
Grootmeesters zoals Susan Polgar en Artur Joesoepov gebruikten geregeld het Colle-Zukertort systeem. Dit is een variant van het Colle-systeem waarbij wit de loper aan dameszijde via een fianchetto ontwikkelt en zwart de zet d5 uitstelt. Deze opening wordt soms ook de Yusupov-Rubinstein opening (A46) genoemd. 
Men bekomt de opening na de zetten:
1. d4 Pf6 (Tegenwoordig het meest populaire antwoord op d4)
2. Pf3 e6
3. e3

In 2017 gebruikte wereldkampioen Magnus Carlsen de Colle-Zukertort tegen Anish Giri in het Tata Steel-toernooi in Wijk aan Zee.
Edgar Colle gebruikte deze variant zelf in 1926 tegen Ernst Grünfeld in het toernooi van Berlijn. Hij beschouwde dit als het beste spel uit zijn carrière.
1.d4 Pf6 2.Pf3 e6 3.e3 b6 4.Ld3 Ld7 5.Pbd2 c5 6.O-O Le7 7.b3 (fianchetto) cxd4 8.exd4 d6 9.Lb2 Pbd7 10.c4 O-O 11.Tc1 Te8 12.Te1 Dc7 13.De2 Tac8 14.Pf1 Db8 15.Pg3 Da8 16.Pg5! g6? 17.Pxf7! Kxf7 (Paardoffer) 18.Dxe6+ Kg7 19.d5 Pc5 20.Pf5+!! Kf8 21.De3 gxf5 22.Dh6+ Kf7 23.Lxf5 Lxd5 24. Txe7+ (Torenoffer) Txe7 25.Dxf6+ Ke8 26.Dh8+ Kf7 27.Lxc8 1-0